# I Wanna Dance
『I Wanna Dance』（アイ・ウォナ・ダンス）は、1989年4月21日にPONY CANYON SEE-SAWから発売された、崎谷健次郎の通算6枚目となるシングル。

## 解説
- プロデュースは、崎谷健次郎。
- ブラック・コンテンポラリーを取り入れたダンサブルなハウスミュージック作品[2]。
- CDジャケットは、表裏両面ともに右掌を頬に添えた顔を正面から捉えた写真を採用[3]。デザイン、アート・ディレクションは熊野明。フォトグラファーは山内順仁。
- 3rd.アルバム『KISS OF LIFE』、プロデュースを担当した斉藤由貴の13th.シングル『夢の中へ』、8th.アルバム『âge』と同時に発表。
- 「Black Star」（ブラック・スター）をC/W曲に収録。

## 収録曲
作詞：有木林子　作曲・編曲：崎谷健次郎
1. I Wanna Dance
  - キーボード、ボーカル：崎谷健次郎。
  - シンセ・プログラミング：大竹徹夫、遠山淳。
  - コーラス：EVE。
  - エンジニア：井上禎。
  - コンサートでは、曲のサビ部分で振り付けがある。
  - 3rd.アルバム『KISS OF LIFE』には、remixバージョン・step step let's dance mixバージョンの2曲が収録。
  - 4th.ベストアルバム『崎谷健次郎 GOLDEN☆BEST』には、シングルバージョンが収録
2. Black Star
  - キーボード、ボーカル：崎谷健次郎。
  - シンセ・プログラミング：大竹徹夫。
  - ギター：鳥山雄司。
  - コーラス：EVE。
  - エンジニア：井上剛。
  - 3rd.アルバム『KISS OF LIFE』に収録。